# Retinitis pigmentosa
Retinitis pigmentosa (RP) je skupina genetski uvjetovanih očnih stanja. To je vrsta nasljedne retinalne (mrežnične) distrofije, grupe nasljednih poremećaja u kojoj abnormalnosti u fotoreceptorima (štapićima i čunjićima) ili retinalnom pigmentnom epitelu mrežnice dovode do progresivnog gubitka vida.
Pogođeni pojedinci prvo iskuse nepravilnu adaptaciju na tamu ili niktalopiju (noćno slijepilo), a slijedi smanjenje perifernog vidnog polja (poznato kao tunelski vid) i, ponekad, gubitak centralnog vidnog polja kasno u tijeku bolesti. U progresiji simptoma, noćna sljepoća obično prethodi tunelskom vidu godinama ili čak desetljećima.
Napredovanje je različito u svakom slučaju. Mnogi ljudi ne postanu zakonski slijepi do 40-ih ili 50-ih godina i zadrže dio vida cijeli život. Drugi postanu potpuno slijepi u nekim slučajevima već u djetinjstvu. 

## Znakovi
Išaranost retinalnog pigmentnog epitela s crnim pigmentacijama poput koštanih gredica je patognomonično, tj. tipičan pokazatelj za retinitis pigmentosa. Ostale očne značajke uključuju voštano bljedilo optičkog živca, stanjenje mrežničnih krvnih žila, celofansku makulopatiju, cistoidni makularni edem i stražnju subkapsularnu kataraktu (mrenu).

## Dijagnoza
Dijagnoza bolesti temelji se na dokazu progresivnog gubitka funkcije fotoreceptora na elektroretinografiji (ERG) i testovima vidnog polja.
Način nasljeđivanja određen je obiteljskom poviješću. Najmanje 35 različitih gena ili lokusa uzrokuju "nesindromski retinitis pigmentosa" (nije rezultat neke druge bolesti ili dio šireg sindroma).
DNK testiranje je dostupno u kliničkoj praksi za:
- RLBP1 (autosomno recesivan, Bothnia tip RP)
- RP1 (autosomno dominantan, RP1)
- RHO (autosomno dominantan, RP4)
- RDS (autosomno dominantan, RP7)
- PRPF8 (autosomno dominantan, RP13)
- PRPF3 (autosomno dominantan, RP18)
- CRB1 (autosomno recesivan, RP12)
- ABCA4 (autosomno recesivan, RP19)
- RPE65 (autosomno recesivan, RP20)

Za sve druge gene, molekularno genetsko testiranje moguće je na samo na istraživačkoj bazi.
Bolest može biti naslijeđena autosomno dominantno, autosomno recesivno ili X-vezanim načinom nasljeđivanja. X-vezani retinitis pigmentosa može biti recesivan, koji prvenstveno zahvaća samo muškarce, ili dominantan koji zahvaća i muški i ženski spol, iako su žene obično blaže pogođene. Neki digenski (kontrolirani s dva gena) i mitohondrijalni oblici nasljeđivanja također su opisani. Retinitis pigmentosa u kombinaciji s progresivnom gluhoćom zove se Usherov sindrom.
Genetičko savjetovanje ovisi o preciznoj dijagnozi, određivanju načina nasljeđivanja u svakoj obitelji, te rezultatima molekularno-genetskog testiranja.

## Genetika
Retinitis pigmentosa je jedan od najčešćih oblika nasljedne retinalne degeneracije. To je poremećaj karakteriziran progresivnim gubitkom fotoreceptorskih stanica koji može na koncu dovesti do sljepoće.
Postoji nekoliko gena koji mutirani mogu uzrokovati retinitis pigmentosa fenotip.
Godine 1989. identificirana je mutacija gena za rodopsin, glavni protein vanjskog segmenta fotoreceptora tj. pigment s bitnom ulogom u kaskadi vizualnog prijenosa koji omogućava vid u uvjetima s malo svjetla. Od tada, više od 100 mutacija ovog gena je otkriveno, a čine 15% svih vrsti retinalnih degeneracija, a oko 25% autosomno dominantnih oblika retinitis pigmentosa. Većina tih mutacija su točkaste missense mutacije (mutacije krivog smisla) naslijeđene uglavnom dominantnim načinom. Jedan od glavnih biokemijskih uzroka bolesti u slučaju mutacija za rodopsin je krivo svijanje, tj. kriva 3D struktura proteina, a i molekularni chaperoni također su bili uključeni u nastanak bolesti. Utvrđeno je da je mutacija kodona 23 u rodopsin genu, u kojoj je prolin promijenjen u histidin, odgovorna za najveći udio rodopsin mutacija u SAD-u.
Nekoliko drugih istraživanja je otkrilo i druge mutacije koje su također povezane s bolešću. Ove mutacije uključuju Thr58Arg, Pro347Leu, Pro347Ser, kao i deleciju Ile-255. U 2000.-oj je godini otkrivena rijetka mutacija u kodonu 23, koja uzrokuje autosomno dominantan retinitis pigmentosa, a u kojoj je prolin zamijenjen alaninom. Međutim, ovo istraživanje je pokazalo i da je retinalna distrofija povezana s ovom mutacijom karakteristično blaga u svojoj prezentaciji i tijeku. Osim toga, postojalo je veće očuvanje elektroretinografske amplitude nego li u učestalijoj Pro23His mutaciji.
Do danas je prijavljeno i 150 mutacija gena za opsin, povezanih s retinitis pigmentosa, od prve takve mutacije Pro23His u intradiskalnoj domeni proteina otkrivene 1990. Ove mutacije su pronađene duž opsin gena i distribuirane su u sve tri proteinske domene (intradiskalnoj, transmembranskoj i citoplazmatskoj).

## Liječenje
Trenutačno ne postoji medicinsko liječenje koje može u potpunosti izliječiti retinitis pigmentosa, iako se napredovanje ove bolesti može usporiti. Novije studije pokazuju da pravilna nadopuna vitamina A tj. dnevni unos 15000 i.j (internacionalnih jedinica) vitamin A palmitata može odgoditi sljepoću i do 10 godina. Znanstvenici nastavljaju istraživati mogućnosti u liječenju. U budućnost to bi mogli biti transplantacija mrežnice, umjetni mrežnični implantanti, genska terapija, matične stanice, prehrambeni dodatci, i/ili terapija lijekovima.
Znanstvenici na Institutu Osaka Bioscience su otkrili protein, nazvan pikachurin, za koji vjeruju da bi mogao dovesti do lijeka za retinitis pigmentosa.
U studiji objavljenoj u časopisu Nature, istraživači koji rade s miševima na University College London Institutes of Ophthalmology and Child Health i Moorfields Eye Hospital[neaktivna poveznica] transplantirali su mišje matične stanice koje su bile u naprednoj fazi razvoja, i već programirane da se razviju u fotoreceptore, u miševe koji su genetski inducirani da imitiraju ljudske značajke retinitisa pigmentosa i senilne makularne degeneracije. Ti fotoreceptori razvili su se i stvorili potrebne neuronske veze do životinjskih retinalnih živčanih stanica, što je ključan korak u obnavljanju vida. Ranije se vjerovalo da zrela mrežnica nema regenerativnih sposobnosti. Ovo istraživanje moglo bi u budućnosti dovesti do korištenja transplantacije u čovjeka kao rješenja za sljepoću.
|  | Molimo pročitajte upozorenje o korištenju medicinskih informacija. Ne provodite liječenje bez savjetovanja s liječnikom! |